# Juan José Jusid
Juan José Jusid (Buenos Aires, 28 de setembre de 1941) és un guionista i director de cinema argentí.

## Vida personal
Va estar casat amb l'actriu Luisina Brando, mare del seu fill, Federico Jusid.

## Carrera
Va començar la seva carrera professional com a actor, manejador de marionetas i fotògraf en la dècada del 1960 en l'Associació de Directors de Curts. Es va convertir en director i guionista en 1968, sent aclamat per diversos films com Los gauchos judíos (1975), Asesinato en el Senado de la Nación (1984), Made in Argentina (1987), ¿Dónde estás amor de mi vida que no te puedo encontrar? (1992), Bajo bandera (1997) i Un argentino en New York (1998). Les seves pel·lícules protagonitzades per Miguel Ángel Solá ovan obtenir el segon premi dels Premis de Crítica de Cinema de l'Argentina, per Asesinato en el Senado de la Nación (1984) i la ja esmentada Bajo bandera. Posteriorment va dirigr alguns èxits com Esa maldita costilla (1999), una pel·lícula d'humor protagonitzada, entre d'altres, per Susana Giménez; y Papá es un Ídolo (2000), protagonitzada pel comediant Guillermo Francella i Sebastián Francini. La seva segona pel·lícula La fidelidad (1970) d'antuvi va ser un fracàs però amb el pas del temps va ser recuperat pels crítics i el públic, convertint-se en una pel·lícula de culte.

## Filmografia

### Director
- Tute Cabrero (1968)
- La fidelidad (1970)
- Los gauchos judíos (1975)
- No toquen a la nena (1976)
- Espérame mucho (1983)
- Asesinato en el Senado de la Nación (1984)
- Made in Argentina (1987)
- ¿Dónde estás amor de mi vida que no te puedo encontrar? (1992)
- Muerte dudosa (1994)
- Bajo bandera (1997)
- Un argentino en New York (1998)
- Esa maldita costilla (1999)
- Papá es un ídolo (2000)
- Apasionados (2002)
- Ensayo (2003)
- Santa Calls (Minisèrie de TV, 2005)
- Intolerancia (Curtmetratge, 2010)
- Mis días con Gloria (2010)
- Historias de diván (Minisèrie de TV, 2013)
- Viaje inesperado (2018)
- Mayores palabras (2020)

### Intèrpret
- ...(Puntos suspensivos) (1970)